# جون صموئيل شربورن
جون صموئيل شربورن هو محامي وقاضي وسياسي أمريكي، ولد في 1757 في بورتسموث في الولايات المتحدة، وتوفي بنفس المكان في 2 أغسطس 1830. نشط حزبياً في Anti-Administration party ‏. وقد انتخب عضو مجلس النواب الأمريكي ‏.